# Han Qing
Dans ce nom chinois, le nom de famille, Han, précède le nom personnel.
Pour les articles homonymes, voir Han.
Han Qing (née le 4 mars 1970) est une athlète chinoise.

## Palmarès
| Date | Compétition             | Lieu      | Résultat | Épreuve     | Performance |
| ---- | ----------------------- | --------- | -------- | ----------- | ----------- |
| 1990 | Jeux asiatiques         | Pékin     | 1re      | 200 m       | 23 s 42     |
| 1993 | Jeux de l'Asie de l'Est | Shanghai  | 3e       | 200 m       | 23 s 76     |
| 1994 | Jeux asiatiques         | Hiroshima | 1re DSQ  | 400 m haies | 54 s 74     |